# جيمي أندرسون (مغنية)
جيمي أندرسون (بالإنجليزية: Jamie Anderson)‏ هي ملحنة ومغنية مؤلفة ومغنية أمريكية، ولدت في 1957 في توسان في الولايات المتحدة.

## وصلات خارجية
- جيمي أندرسون على موقع ميوزك برينز (الإنجليزية)
- جيمي أندرسون على موقع أول ميوزيك (الإنجليزية)
- جيمي أندرسون على موقع ديسكوغز (الإنجليزية)